# 性腺機能発現
性腺機能発現またはゴナダーキ（Gonadarche）は、思春期の最も早い時期に起こる性腺の変化を指す。下垂体性性腺刺激ホルモンに反応して、男子では精巣、女子では卵巣が成長し始め、性腺ステロイド、特にエストラジオールとテストステロンの産生量が増加する。
- 男児の場合、精巣の増大は性腺発育の最初の物理的徴候であり、通常は思春期の徴候でもある。
- 女児の場合、卵巣の成長は直接見る事が出来ない為、通常、乳房発育開始（英語版）と成長の加速が性腺発育の最初の徴候となる。

性腺機能発現は副腎皮質性思春期徴候と対比される。性腺機能発現は真の中枢性思春期の開始を示すのに対し、副腎皮質性思春期徴候は思春期の準備段階となる独立した成熟過程である。